# Полин Турнефора
{{#ifeq:0|0|{{#if:Artemisia tournefortiana|{{#if:|[[]}}|[[]]}}}}
Полин Турнефора (Artemisia tournefortiana) — вид рослин із родини айстрових (Asteraceae).

## Біоморфологічна характеристика
Це однорічна трава (40)110–150(200) см заввишки, пурпурно-бура, тонко запушена чи гола. Нижні та середні стеблові листки: ніжка 2–6 мм; пластинка еліптично-яйцювата чи довгаста, 5–18 × 2–8 см, 2(чи 3)-перисторозсічена, сегментів 5–8 пар. Найгорішніше листя й листоподібні приквітки 1- чи 2-перисторозсічені, чи цільні; приквітки лінійно-ланцетні, зубчасті. Первинне суцвіття — щільна циліндрична волоть 30–70 × 1.5–5 см; гілки від висхідних до прямовисних. Обгортка приквітків яйцювата чи яйцювато-кругляста, 1.5–2 мм у діаметрі; приквітки в 3 ряди, зовні голі. Крайових жіночих квіточок 10–20; віночок зеленувато-жовтий, залозистий, 2-зубчастий. Дискових квіточок 10–15(35), двостатеві, в основі залозисті. Сім'янки коричневі, еліпсоїдно-яйцеподібні, 0.8–1 мм, дрібносмугасті. Період цвітіння: серпень — листопад. 2n = 18.

## Середовище проживання
Вид зростає на Північному Кавказі й Азії від Туреччини до Монголії; вид натуралізований у Європі, в т. ч. Україні.
Населяє пагорби, тераси, сухі заплави, пустки, степи, відкриті ліси, напівболотисті місцевості; на висотах до 1500 метрів.

## Використання
Artemisia tournefortiana використовується в північно-західному Китаї як джерело протизапальних, антифебрильних, антигельмінтних і антитоксичних препаратів.